# La Tribuna de los Economistas
La Tribuna de los Economistas fue una revista de economía editada en la ciudad española de Madrid entre 1857 y 1858, durante el reinado de Isabel II.

## Historia
Editada en Madrid, su subtítulo era «revista mensual de economía política, estadísticas, administración, industria y comercio». Se imprimía en la imprensa de los Sres. Matute y Compagni. Sus números aparecieron publicados en un total de cuatro tomos. Su primer ejemplar debió de aparecer hacia febrero de 1857. Su último número fue el XXI, correspondiente a diciembre de 1858. La publicación, defensora del librecambismo, fue dirigida por Enrique Pastor y Bedoya, participando en la redacción autores como Antonio Alcalá Galiano, Buenaventura Carlos Aribau, Ventura Díaz, Ramón de Echevarría, Pedro Egaña, José de la Helguera, Eugenio de Ochoa y Julián Pardo.